# وادی ارهیو
وادی ارهیو (به عربی: وادي ارهيو) یک شهرداری در الجزایر است که در استان غلیزان واقع شده‌است.